# Codename: Kids Next Door
Codename: Kids Next Door, також відомий просто як Kids Next Door (акронім KND) — американський мультиплікаційний фільм, створений Томом Варбуртом і спродюсований Curious Pictures в Санта-Моніці .
Основні персонажі мультфільму - 10-річні діти, які мають в своєму розпорядженні напханий за останнім словом техніки будинок на дереві. Вони противляться тиранії дорослих, захищаючи дітей по всьому світу. Дітлахи входять в організацію «Kids Next Door» а точніше, її сектор V. Мультик входить в серію Cartoon Cartoons, класичну добірку мультиків від Cartoon network.
У квітні 2012 року Cartoon Network перезапустив цю класичну серію в рамках блоку «Cartoon Planet».

## Історія створення
Томом Варбуртором був створений пілотний епізод для іншого шоу Кенні і Шимпанзе. Там вони називали себе «The Kids Next Door» їх було більше, а один з них, Кенні, постійно потрапляв в неприємності. Пізніше дітей залишилося п'ятеро і вони билися з «дорослою загрозою» . У 2001 вийшов пілотний епізод шоу, «No P in the OOL». Cartoon Network проводить глядацьке голосування, в результаті якого було вирішено, що Codename: Kids Next Door повинен стати багатосерійним.

## Сюжет
Кожен епізод серіалу - це така міні-операція, перед початком серії дається вступна, щоб глядач зрозумів про що буде епізод. Зазвичай сюжет не розтягують на кілька серій, хоча це і використовувалося в ранніх сезонах. Ранні сезони про проблеми дітей (хоч і трохи перебільшених) пізніше змінилися майже дорослими сюжетами.

### Організація KND
Kids Next Door - організація, яка об'єднує тисячі дітей по всьому світу, які повстали проти «тиранії» дорослих. Борються також з такими речами, як щоденне чищення зубів або шкільні сніданки. Кожна дитина, що пройшов тренування в спеціальному «центрі», отримує ідентифікаційний номер і сектор призначення, де його селять в будинок-на-дереві. Основна база (теж будинок на дереві) знаходиться на місяці. Діти клянуться захищати інших дітей від тиранії дорослих, поки їм не стукне 13. Після цього їх демобилизируется, і повністю стирають з пам'яті всі спогади про KND. Така практика призводить до появи великої кількості «ворогів» організації, фактично, його колишніх співробітників, які примудрилися уникнути демобілізації. У той же час заслужили особливу довіру дітей залишають і після 13 як шпигунів в різних тінейджерських організаціях .

## Персонажі

### Герої
- Номер 1/Найджел Уно
- Номер 2/Хогат Гіліган
- Номер 3/Кукі Санбан
- Номер 4/Уоллабі Бітлз
- Номер 5/Ебігейл Лінкольн

### Вороги
- Милі дітки з сусідньої вулиці
- Батько
- Липуче борода
- Туалетонатор
- Містер Бос